# Etopeia
L'etopeia (del grec antic ἠθος, 'habitud', 'caràcter', i ποιεω, 'fer', 'formar') és la descripció de personatges des del punt de vista de la seva personalitat i no segons l'aparença física o prosopografia. S'emfatitzen els costums, qualitats i defectes que distingeixen aquell personatge de la resta. Si s'enumeren només trets propis d'un arquetip es parla de tipus moral. Per exemple quan hom parla de l'avar com a personatge, sol tenir una sèrie de característiques presents a la majoria de descripcions. L'etopeia feta amb intencions paròdiques esdevé una caricatura.